# Pfarrkirche Kreuzerhöhung (Schillingsfürst)

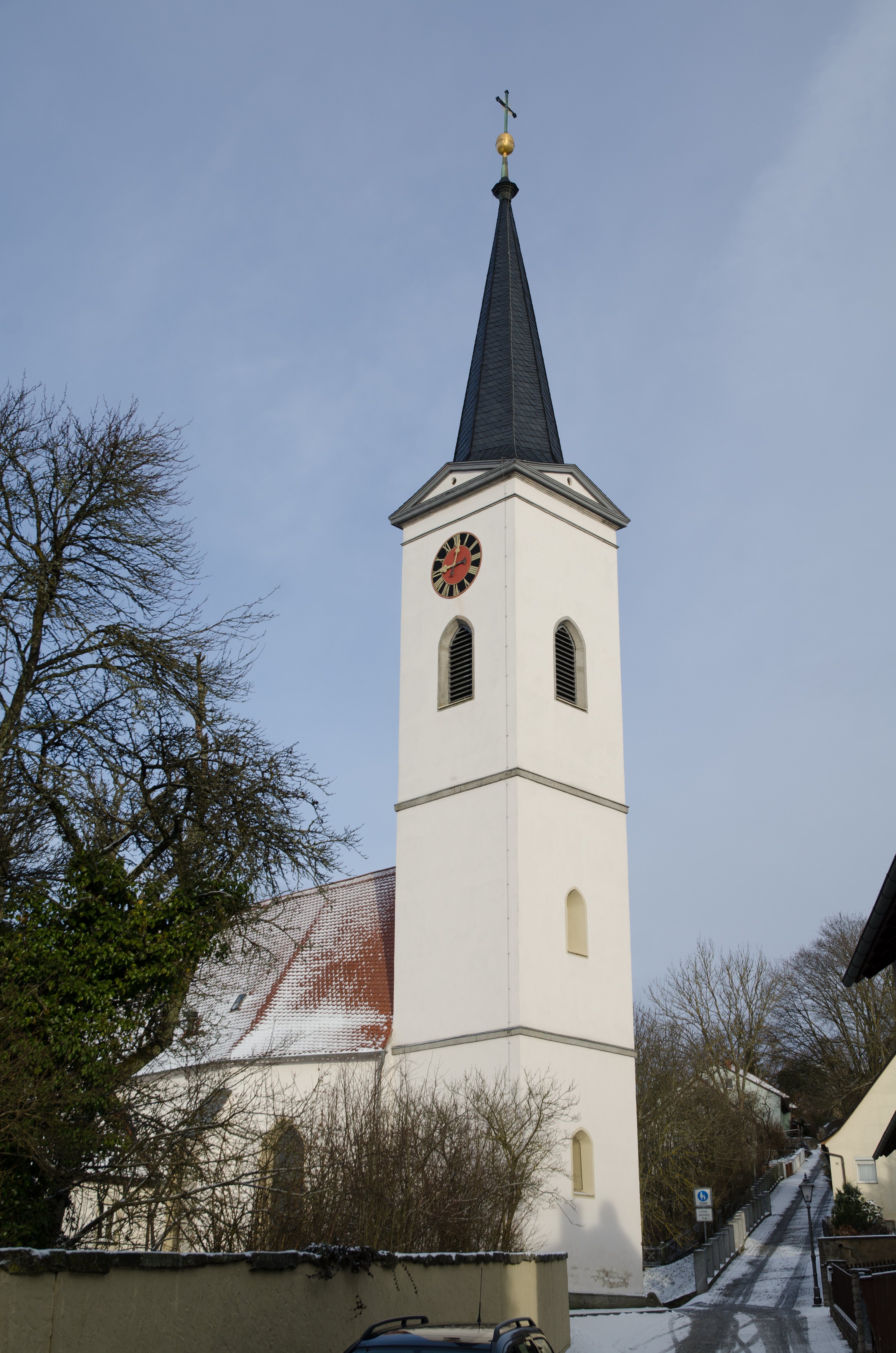
Pfarrkirche Kreuzerhöhung (Schillingsfürst)

Die römisch-katholische, denkmalgeschützte Pfarrkirche Kreuzerhöhung befindet sich in Schillingsfürst, einer Stadt im Landkreis Ansbach (Mittelfranken, Bayern). Die Kirche ist unter der Denkmalnummer D-5-71-198-15 als Baudenkmal in der Bayerischen Denkmalliste eingetragen. Die Kirche gehört zum Seelsorgebereich Ansbach-Stadt und -Land im Dekanat Ansbach des Erzbistums Bamberg.

## Beschreibung
Die 1677–83 gebaute Klosterkirche des Klosters Schillingsfürst wurde nach der Säkularisation katholische Pfarrkirche. Die Saalkirche besteht aus einem Langhaus, einem östlich anschließenden eingezogenen, dreiseitig geschlossenen Chor, der von Strebepfeilern gestützt wird, und einem 1835 gebauten Kirchturm an dessen Scheitel. Die Fassade im Westen wurde 1726 durch ein Portal erweitert, das mit einem Sprenggiebel bedeckt ist. Außerdem wurden drei Nischen hinzugefügt, in denen sich Statuen befinden. Der Innenraum des Langhauses, der im Westen eine Empore hat, ist mit einer Flachdecke überspannt, die von Stuck gerahmt wird. Die Decke des Chors ist mit Bandelwerk verziert. Die Altäre und die Kanzel wurden um 1700 errichtet, das Taufbecken und das Chorgestühl um 1728. Eine Pietà und ein Marienbildnis stammen aus der zweiten Hälfte des 18. Jahrhunderts. Die Kreuzwegstationen sind nazarenisch.